# Bun (software)
Bun é um software de código aberto, composto de um runtime que permite a execução de códigos JavaScript fora de um navegador web, um gerenciador de pacotes, um empacotador, e de uma ferramenta para execução de teste de software. É escrito na linguagem de programação Zig. Foi desenvolvido por Jarred Sumner da empresa Oven como um substituto para o Node.js, e utiliza o JavaScriptCore como a engine de JavaScript. O lançamento do Bun teve rápida adoção na indústria, sendo considerado "disruptivo". Um dos atrativos do Bun é o desempenho superior ao do Node.js em diversas tarefas.